# 井川幸広
井川 幸広（いかわ ゆきひろ、1960年1月2日 - ）は、佐賀県東松浦郡七山村（現：唐津市）出身の実業家。
- 映像クリエーターなどを育成、派遣する人材ネットワーク会社クリーク・アンド・リバー社（C&R社）の代表取締役社長。
- Jリーグ・サガン鳥栖を運営するサガンドリームスの初代社長であった。

## 人物
- 佐賀県立佐賀東高校出身[1]。中学校時代からサッカーを始め、高校では県大会4位の成績を収めた。複数の大学からサッカーでの推薦の話もあったが、ジャーナリズムに興味のあった井川はこれを断り早稲田大学などを受験するが失敗。それでも上京し予備校と専門学校に通い始める[1]。
- 1979年に上京して最初の夏休みにアルバイトで訪れた松竹の大船撮影所で映画業界に興味を抱いた。毎日映画社に契約社員として入社して、その一年後には独立しフリーで番組制作や事業企画の仕事などを手掛ける。
- その後、国内でのフリーランスのクリエイターたちの立場の弱さを感じ、彼らをサポートする人材ネットワーク会社C&R社を設立する。